# Boende
Boende är en stad i Kongo-Kinshasa vid Tshuapafloden öster om Mbandaka. Det är huvudstaden i provinsen Tshuapa. Det är en hamnstad varifrån man kan segla till Kinshasa.  Språket som används lokalt är lingala men på vägen mot Wema talas longombe-dialekten av mongo. I närheten finns en flygplats.